# Lacnunga

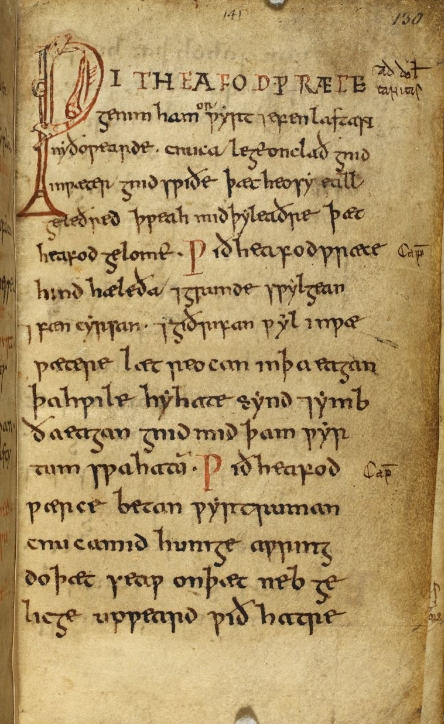
Lacnunga commence à partir du MS Harley 585 f 130r de la Bibliothèque Britannique.

Le Lacnunga, aussi connu sous sa référence « manuscrit Harley 585 » (MS Harley 585) à la British Library de Londres, est un recueil de textes médicaux et de prières, écrit principalement en vieil anglais et en latin. Le codex a probablement été compilé en Angleterre, à la fin du Xe ou au début du XIe siècle.

## Contenu
Le Lacnunga contient beaucoup de textes uniques, y compris de nombreux sortilèges, qui donnent un aperçu rare des croyances populaires des Anglo-Saxons et de la pratique des guérisons. Parmi les incantations, on en trouve plusieurs en vers allitératifs en vieil anglais, les plus célèbres d’entre eux étant le Charme des neuf herbes et le Wið færstice ; on trouve également des sorts en vieil irlandais.
Parmi les prières en latin, la plus longue est une version de la Lorica de Laidcenn (aussi appelée un temps Lorica de Gildas, d’après Gildas le Sage). Ce poème irlandais du VIIe siècle, conservé aussi dans d'autres manuscrits, est une prière de protection de type « lorica (en) ». La prière prend ici la forme d’une litanie de parties du corps pour lesquels le prieur cherche la protection du Christ et d’une multitude d’anges, contre les assauts des démons. Elle est accompagnée dans ce manuscrit par un commentaire interlinéaire en vieil anglais, probablement transcrit d’un exemplaire en mercien.
Des variantes de nombreux remèdes décrits se trouvent également dans le Bald's Leechbook, une autre compilation médicale anglo-saxonne.
Le titre Lacnunga, un mot vieil-anglais signifiant « remèdes », n’est pas présent dans le manuscrit. Il a été donné à la collection de texte par son premier éditeur, Oswald Cockayne, au XIXe siècle, et n’a pas été remis en cause.

### Éditions et traductions
- (en) Oswald Cockayne, Leechdoms, Wortcunning, and Starcraft of Early England, Londres, Longman, entre autres, coll. « Rolls Series (en) » (no 35), 1864–1866La première édition et traduction incomplète du texte, en trois volumes.
- (en) A. N. Doane, Anglo-Saxon Manuscripts in Microfiche Facsimile, vol. 1, Binghamton, Medieval and Renaissance Texts and Studies (no 136), 1994Le no 265 est un facsimile du MS Harley 585.
- (en) J. H. C. Grattan et C. Singer, Anglo-Saxon Magic and Medicine Illustrated Specially from the Semi-Pagan Text « Lacnunga », Londres, Presses de l’université d’Oxford pour le Wellcome Historical Medical Museum, 1952
- (en) M. W. Herren, The Hisperica Famina, vol. 2 : Related Poems: A Critical Edition with English Translation and Philological Commentary, Toronto, Institut pontifical d’Études médiévales, 1987Inclut une édition de la Lorica de Laidcenn de chaque manuscrit.
- (en) S. Pollington, Leechcraft : Early English Charms, Plantlore, and Healing, Hockwold cum Wilton, Anglo-Saxon Books, 2000Édition et traduction en anglais, avec d’autres textes médicinaux en vieil anglais.
- (en) Edward Pettit, Anglo-Saxon Remedies, Charms, and Prayers from British Library MS Harley 585: The « Lacnunga », Lewiston et Lampeter, Edwin Mellen Press, 2001Dernière édition (2010) en deux volumes, avec une traduction, une introduction détaillée, des commentaires et appendices, et une bibliographie

## Crédit des auteurs
- (en) Cet article est partiellement ou en totalité issu de l’article de Wikipédia en anglais intitulé « Lacnunga » (voir la liste des auteurs).